# Đồng Tế y viện (cũ)

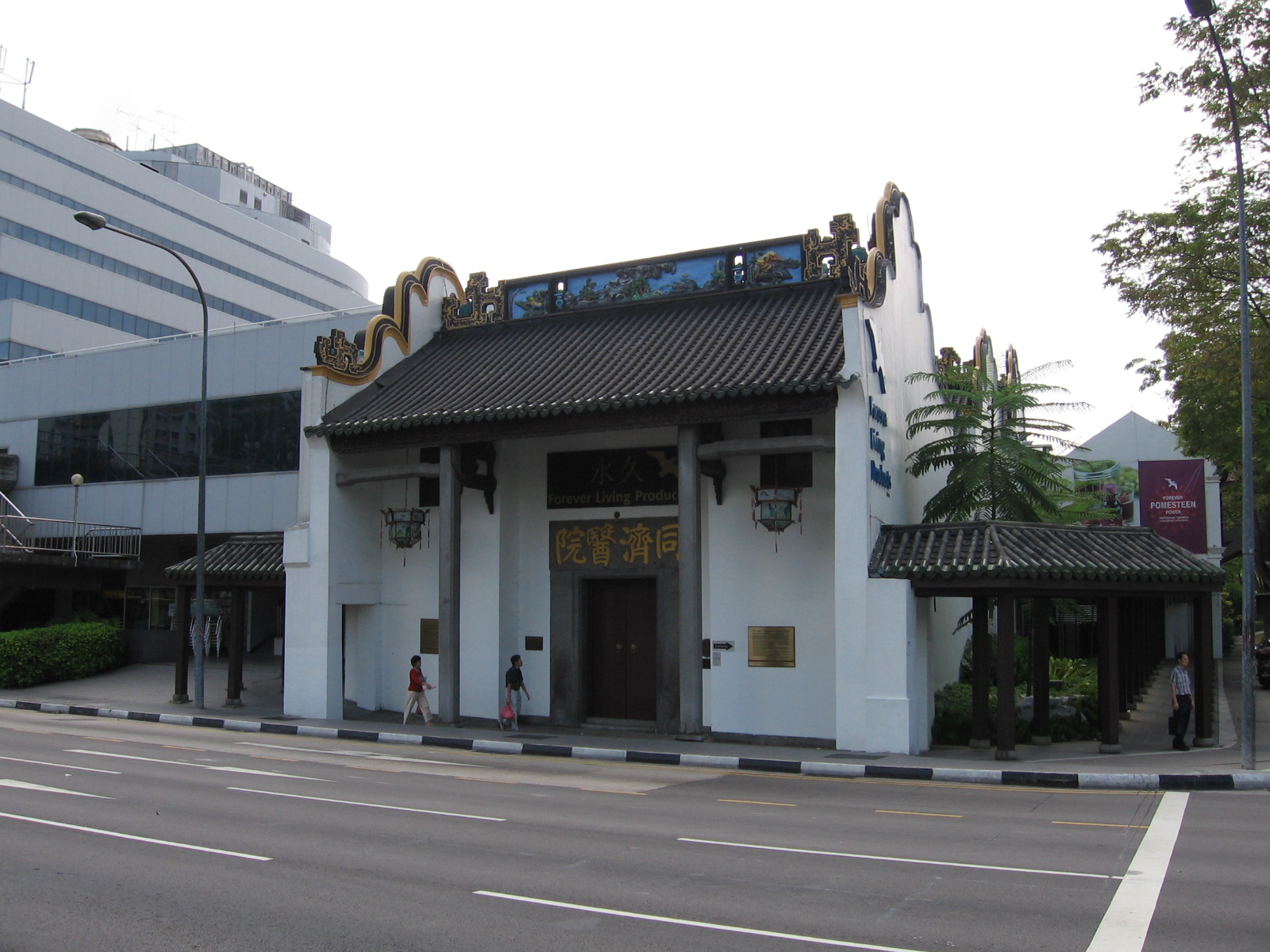
Đồng Tế y viện (cũ)

Đồng Tế y viện (cũ) (tiếng Trung: 旧同济医院; Hán-Việt: Cựu Đồng Tế y viện, tiếng Anh: Thong Chai Medical Institution) là tòa nhà lịch sử của Singapore. Vị trí của tòa nhà nằm ở đường Dư Đông Toàn (Eu Tong Sen Street) trong khu quy hoạch Sông Singapore ở khu Trung Hoàn, khu vực trung tâm thương mại của Singapore.
Tòa nhà được xây dựng năm 1892, là nơi tọa lạc của cơ sở y tế thiện nguyện được biết đến nhiều nhất của Hoa kiều Singapore. Khi có bệnh nhân đến điều trị, các thầy thuốc Đông y Trung Hoa, được gọi là tiên sinh (chữ Hán: 先生, sinseh), sẽ bốc thuốc miễn phí cho họ, bất kể người bệnh thuộc sắc tộc nào của Singapore. Ngày nay, tòa nhà của Đồng Tế y viện được dùng làm trụ sở văn phòng công ty thương mại Forever Living Products.

## Lịch sử

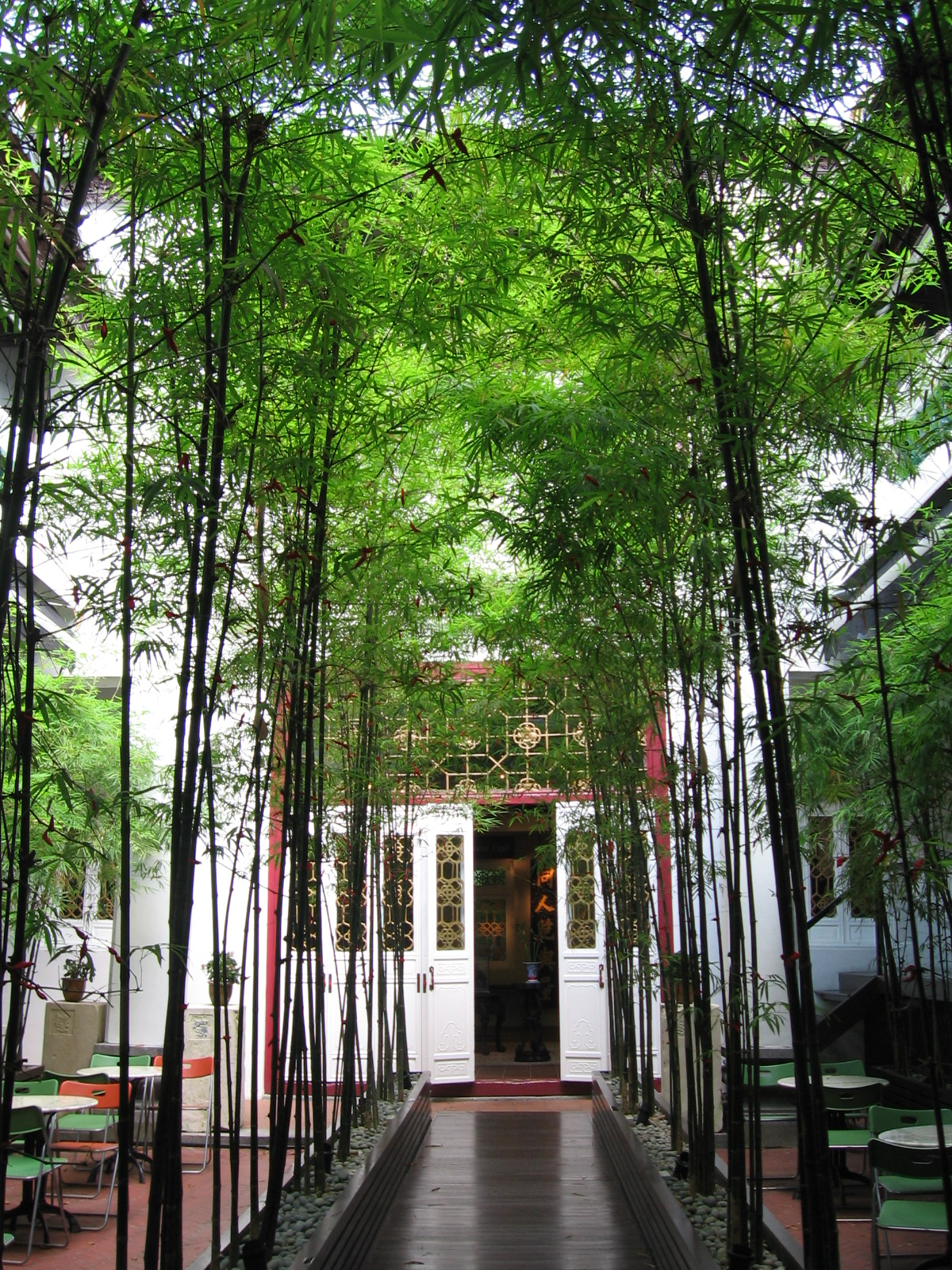
Ngày nay, tòa nhà Đồng Tế y viện là nơi bán lẻ sản phẩm y tế của công ty Forever Living Products.

Năm 1867, hai thương gia người Hoa chung tay sáng lập một y viện chuyên sử dụng liệu pháp Đông y Trung Hoa dành cho người nghèo đầu tiên ở Singapore. Hai ông đã đồng cảm nỗi khó khăn của người nghèo khi nhận thấy một nhu cầu bức thiết cho sự ra đời của một tổ chức từ thiện để hỗ trợ các dịch vụ y tế cho những cá nhân không đủ khả năng chi trả.
Đồng Tế y viện được thành lập, cung cấp những dịch vụ tư vấn, điều trị và thảo dược miễn phí cho bệnh nhân nghèo, bất kể sắc tộc hay tôn giáo. Ý tưởng tốt đẹp này nhận được sự tán thành và hỗ trợ từ các cộng đồng Hoa kiều Quảng Đông, Phúc Kiến, Triều Châu, Hải Nam và Khách Gia.
Thuở đầu, Đồng Tế bắt đầu hoạt động ở một hộ kinh doanh được thuê trên đường Upper Pickering, hiện nay là đường Upper Macao, với tên gọi ban đầu là Đồng Tế y xã (chữ Hán: 同济医社, Thong Chay Ee Say). Năm 1892, tòa nhà tại số 50 đường Dư Đông Toàn được mua lại, Đồng Tế y xã cũng đổi tên thành Đồng Tế y viện như hiện nay.
Tại tòa nhà này, Đồng Tế tiếp tục phục vụ bệnh nhân nghèo và cũng trở thành nơi lui tới của giới thương gia và chính khách. Nhiều hiệp hội gia tộc đặt trụ sở tại đây; Phòng Thương mại Hoa kiều Singapore được thai nghén và tổ chức các hoạt động đầu tiên tại đây cho đến năm 1906, khi tổ chức này dời đến hội sở riêng của họ. Đầu thế kỷ XX, căng thẳng chính trị giữa Trung Quốc và Nhật Bản leo thang, các chí sĩ Trung Hoa đã sử dụng trụ sở của Đồng Tế y viện làm nơi hội họp để bàn kế sách để ủng hộ quê hương.
Đồng Tế y viện ngày nay có trụ sở là một tòa nhà mười tầng trên đường Chin Swee, tiếp tục truyền thống Đồng Tế của các nhà sáng lập.
Tòa nhà Đồng Tế y viện (cũ) được công nhận là Di tích quốc gia của Singapore vào ngày 06 tháng 07 năm 1973.

## Các thương vụ
Cuối thế kỷ XX và những năm đầu thế kỷ XXI, tòa nhà liên tục đổi chủ qua các thương vụ khác nhau. Thập niên 1990 chứng kiến sự thay đổi công năng của tòa nhà thành một câu lạc bộ đêm và sau đó thành những nhà hàng với tên gọi khác nhau. Năm 2000, Tung Lok Group sở hữu tòa nhà và biến nó thành một nhà hàng với tên gọi là Jing. Không lâu sau, nhà hàng được tân trang lại và được đổi tên thành Asian. Kết quả kinh doanh không thành công, cộng với dịch SARS hoành hành trong năm 2003 khiến chủ sở hữu của nó đi đến quyết định đóng cửa nhà hàng. Tòa nhà bị bỏ không trong suốt hai năm sau cho đến năm 2005, khi nó được tiếp quản và sử dụng như với chức năng hiện tại.
Hiện nay tòa nhà nằm dưới quyền sở hữu của Forever Living Products Intl, công ty chuyên sản xuất sản phẩm chăm sóc sức khỏe làm từ cây lô hội (nha đam). Đây là nhà trồng trọt, sản xuất và phân phối lô hội lớn nhất thế giới.
Công ty đã chi cho Chính phủ Singapore $7 triệu vào năm 2005 để nhận quyền sở hữu tòa nhà. Để hài hòa với giá trị lịch sử của tòa nhà này, công ty Forever Living Products Intl đã chi thêm $3 triệu để nhập sản phẩm nội thất cổ từ Malaysia và Trung Quốc.

## Kiến trúc
Tòa nhà trụ sở cũ của Đồng Tế y viện trên đường Dư Đông Toàn sở hữu kiến trúc cổ điển của một hội sở người Hoa Nam với ba gian theo một trục dọc, xen giữa mỗi hai gian là một khoảng không tạo nên giếng trời.
Nguyên tắc xã hội trong kiến trúc Hoa Nam được thể hiện ở độ cao của trần gian nhà, gian có trần càng cao thì chức năng của gian đó càng quan trọng.
Điểm khác biệt với kiến trúc cổ điển là phần mái. Mặc dù họa tiết trên bờ nóc được trang trí theo phong cách Hoa Nam đặc thù, phần bờ nóc lại có dáng thẳng, không phải cong như thường thấy ở các kiến trúc truyền thống khác. Mái nhà được trang trí bằng các hoạt cảnh làm từ phù điêu thạch cao và đầu hồi cuối tường hình gợn sóng.